# Pales

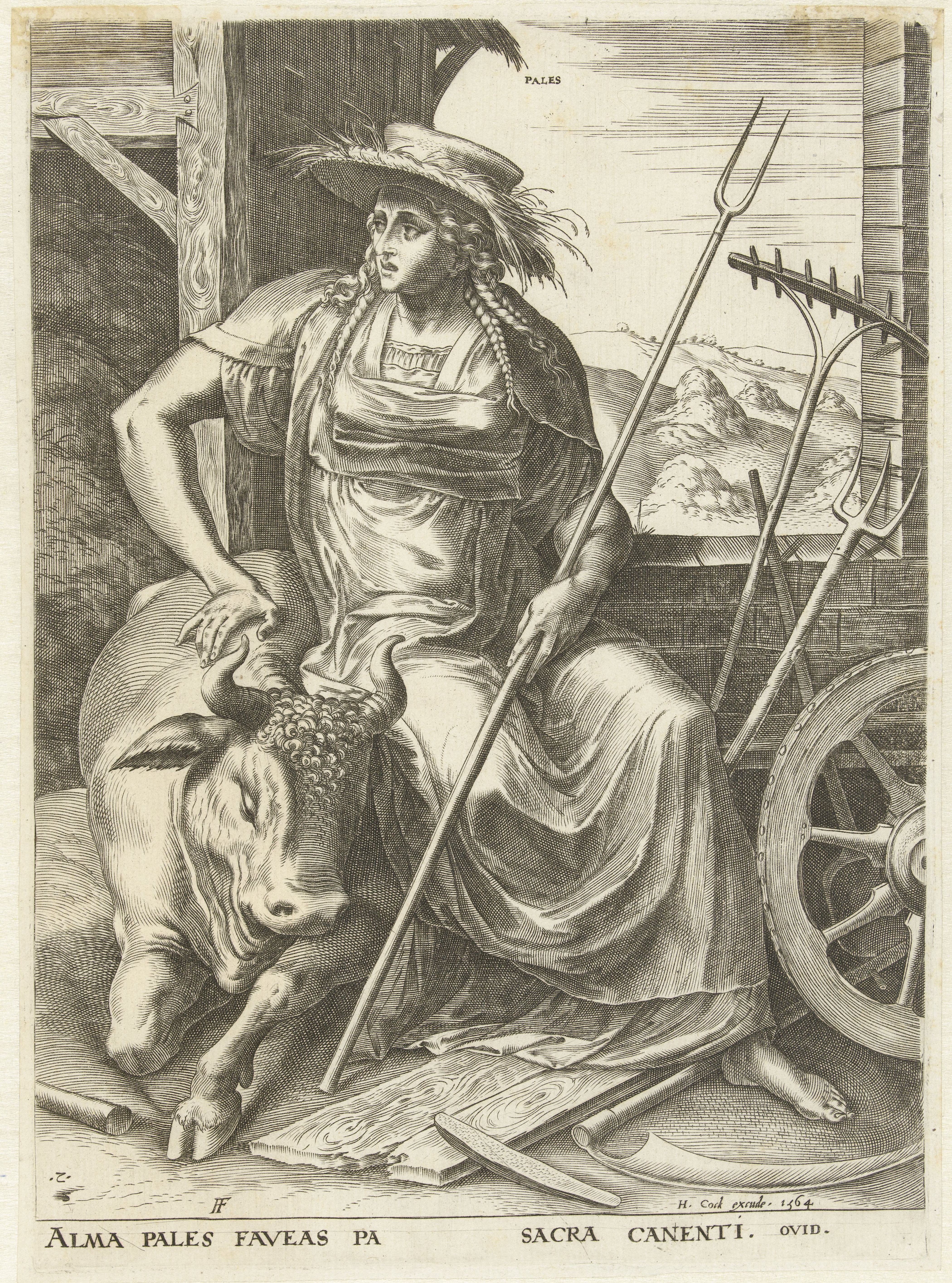
Grabado holandés del que representa a Pales junto a elementos característicos de la agricultura y la ganadería.

Pales era una oscura divinidad del campo en la mitología romana. Pales era la protectora de la tierra y del ganado doméstico; por extensión, también es la divinidad protectora de los pastores. La información que se tiene de esta diosa es contradictoria, hasta el punto de ser a veces identificada como un dios masculino, otras como diosa y posiblemente con este nombre estemos identificando a varios dioses (pales es una palabra que puede ser tanto singular como plural en lengua latina).
El 21 de abril se celebraba la fiesta de la purificación de los griegos, relacionada con la diosa, es la Palilia o Parrita, relacionada con la fundación de Roma, pues si bien el año varía, este día de abril es la tradicionalmente relacionada con este hecho. La Palillia fue sustituida por la celebración de la fundación de la ciudad.
En el 267 a. C. el cónsul Marco Atilio Régulo consagró un templo a Pales, diosa de los pastores, para propiciarse la victoria sobre los salentinos.